# 북전주역
북전주역(Bukjeonju station, 北全州驛)은 전북특별자치도 전주시 덕진구 팔복동4가에 위치한 북전주선의 철도역이다. 현재는 화물만을 취급하며, 물동량이 많은 경우 하루에 10여 차례 화물 열차가 드나든다. 역사 후면에 달린 역명판은 한국철도공사 선정 준철도기념물로 지정되었다.

## 연혁
이 역은 원래 전라선 본선에 속해 있었지만, 1981년 전라선 전주 도심구간이 시 외곽으로 이설되면서 북전주 - 신리간이 폐선되고 이 역까지의 구선은 북전주선으로 분리되었다.
- 1968년 9월 1일 : 감수역(甘水驛)으로 개업할 예정이었으나,[1] 현재의 이름으로 변경 개업.[2]
- 1968년 12월 31일 : 현 역사 완공
- 1981년 5월 25일 : 전라선 도심 구간 이설에 따라 동산-북전주 구간을 북전주선이라는 화물 전용 독립 노선으로 재편, 북전주선의 종착역이 됨
- 2015년 7월 20일 : 무배치간이역으로 격하[3]